# 大理石的传说
《大理石的传说》是流传在云南白族地区的一则民间故事，解释了大理石的花纹的来历，也反映了一定的社会生活内容，谴责了贪心人。

## 故事內容
相传很早以前，一座仙山的最美丽的姑娘——“玉女子”，最喜欢游玩，她走到哪里，哪里就会出现玉石。她来到苍山，苍山就有了玉石。
后有一个贪心人去到由上想把玉女子抢回家去，好让家里长出很多的玉石来。但他上山在石洞里找到玉女子后，玉女子路粉云彩飞走了。只是玉女子进洞时解下的五彩联带因来不及拿走而留下了，但贪心人一去拾，腰带却隐没在岩石之中。从此，苍山的玉石因玉女子一走而变成了础石，玉女子的五彩腰带隐没的地方出的础石也才有各式各样的花纹。